# کوبالت، انتاریو
کوبالت، انتاریو (به انگلیسی: Cobalt, Ontario) یک منطقهٔ مسکونی در کانادا است که در بخش تیمیسکیمینگ واقع شده‌است. کوبالت ۱٬۱۱۸ نفر جمعیت دارد.